# 空棱芹
空棱芹（学名：Cenolophium denudatum）是伞形科空棱芹属的植物。分布于欧洲、俄罗斯以及中国大陆的新疆等地，多生于河边草地或泛滥地林下，目前尚未由人工引种栽培。